# Alberto Grimaldi
Alberto Grimaldi (Nápoly, 1925. március 28. – Miami, Florida, USA, 2021. január 23.) olasz filmproducer. Az 1960-as évek eleje óta dolgozott a filmszakmában: eleinte spagettiwesternek elkészítésében működött közre, később olyan jeles filmalkotók munkásságát támogatta, mint Federico Fellini, Gillo Pontecorvo, Pier Paolo Pasolini, Bernardo Bertolucci és Martin Scorsese.

## Pályafutása
Alberto Grimaldi neve korántsem olyan ismert a magyar közönség előtt, mint híres kollégái és honfitársai közül például Carlo Pontié vagy Dino De Laurentiisé. Noha viszonylag kevés film elkészítésében működött közre, mégis kiemelt helye van a filmtörténetben, hiszen ma már klasszikusnak számító alkotások készülhettek el az ő anyagi támogatásának köszönhetően.
Grimaldi eredetileg ügyvédnek tanult, majd jogászként helyezkedett el a filmiparban. Hamar felismerte a filmgyártásban rejlő jövedelmező anyagi lehetőségeket, ezért 1962-ben saját filmgyártó vállalatot alapított PEA néven (egyes netes források a céget E.P.A. néven említik!). Még abban az évben jelentkezett első produkciójával. Az akkortájt divatba jött spagettiwesternek lendítették fel Grimaldi cégét: a műfaj kiemelkedő alakja, Sergio Leone két filmtörténeti klasszikusa, a Pár dollárral többért és A Jó, a Rossz és a Csúf is Grimaldi támogatásával készült el. E műfajban említésre méltó sikert ért el a Hé, barátom, itt van Sabata! című filmmel is. A '60-as évek végétől a modern filmművészet jeles alkotóit is pártfogásába vette. Federico Fellinivel először a Toby Dammit című szkeccsfilm révén került kapcsolatba, majd közreműködött a maga idejében megbukott Fellini-Satyricon megszületésében is. Sajnos később a Fellini-Casanova és a Ginger és Fred sem bizonyultak anyagi sikernek, de Grimaldi büszke arra, hogy szerepe volt e filmek létrejöttében. Támogatott olyan, politikai témájú alkotásokat is, mint Gillo Pontecorvo Queimada vagy Francesco Rosi Kiváló holttestek című munkái. Pier Paolo Pasolininek és Bernardo Bertoluccinak köszönhetően az 1970-es évek első felében szinte állandó vendég volt az olasz bíróságokon. Olyan, ma már filmtörténeti értékű alkotások miatt vonták felelősségre, mint az Utolsó tangó Párizsban, a Huszadik század, Az Élet trilógiája és a Salò, avagy Szodoma 120 napja. Az utóbbival különösen megszenvedte: Pasolini utolsó filmje kapcsán ugyanis vizsgálat indult annak tisztázására, hogy pontosan miféle tortúrákat kellett kiállniuk az áldozatokat alakító tizenéveseknek. Annak ellenére, hogy Grimaldit a rendező, Pasolini be se engedte a forgatásra (!!), a bíróság elítélte a producert, de az ügy végül felmentéssel zárult le végérvényesen. (Az igazság kedvéért jegyezzük meg, hogy a kockázatosabb művészfilmeket Grimaldi az amerikai United Artists égisze alatt hozta tető alá.)
Grimaldi 2002-ben, több mint 15 év kihagyás után tért vissza a szakmába Martin Scorsese New York bandái című filmjének köszönhetően, melynek produceri munkálataiban – sok mindenki mellett – fia, Maurizio Grimaldi is szerepet vállalt.

## Filmjei
- 1962 Cabalgando hacia la muerte (El Zorro)
- 1964 Los Rurales de Texas
- 1965 Pár dollárral többért (Per qualche dollaro in più) (nincs feltüntetve a stáblistán)
- 1966 La Muerte cumple condena
- 1966 Az inkák kincse (Das Vermächtnis des Inka)
- 1966 La Resa dei conti
- 1966 A Jó, a Rossz és a Csúf (Il buono, il brutto, il cattivo)
- 1967 Scusi, facciamo l'amore?
- 1967 Attentato ai tre grandi
- 1967 Faccia a faccia
- 1968 A zsoldos (Il Mercenario)
- 1968 Különleges történetek (Histoires extraordinaires, a Toby Dammit című epizód)
- 1969 Queimada
- 1969 Hé, barátom, itt van Sabata! (Ehi amico… c'è Sabata, hai chiuso!)
- 1969 Rebus
- 1969 Egy nyugodt vidéki helyecske (Un Tranquillo posto di campagna)
- 1969 Fellini-Satyricon
- 1971 Óceán (Oceano)
- 1971 Indio Black, sai che ti dico: Sei un gran figlio di…
- 1971 Dekameron (Il Decameron)
- 1971 È tornato Sabata… hai chiuso un'altra volta
- 1971 Africa ama
- 1971 Trastevere
- 1972 Canterbury mesék (I racconti di Canterbury)
- 1972 E poi lo chiamarono il magnifico
- 1972 Utolsó tangó Párizsban (Ultimo tango a Parigi)
- 1972 La Mancha lovagja (Man of La Mancha)
- 1973 Storie scellerate
- 1974 Az Ezeregyéjszaka virágai (Il fiore delle mille e una notte)
- 1975 Il Mio nome è Scopone e faccio sempre cappotto
- 1975 Salò, avagy Szodoma 120 napja (Salò o le 120 giornate di Sodoma)
- 1976 Kiváló holttestek (Cadaveri eccellenti)
- 1976 Huszadik század (1900 / Novecento)
- 1976 Fellini-Casanova (Il Casanova di Federico Fellini)
- 1979 Utazás Anitával (Viaggio con Anita)
- 1980 Corse a perdicuore
- 1986 Ginger és Fred (Ginger e Fred)
- 2002 New York bandái (Gangs of New York)
- 2003 La Tivù di Fellini

## Fontosabb díjak

### Oscar-díj
- 2003 jelölés New York bandái (legjobb film) (megosztva Harvey Weinsteinnel)

### BAFTA-díj
- 2003 jelölés New York bandái (legjobb film) (megosztva Harvey Weinsteinnel)
- 1987 jelölés Ginger és Fred (legjobb idegen nyelvű film) (megosztva Federico Fellinivel)

### Ezüst Szalag díj
- 1970 díj Legjobb producer (az addigi életműért)